# Redefinição do termo planeta em 2006

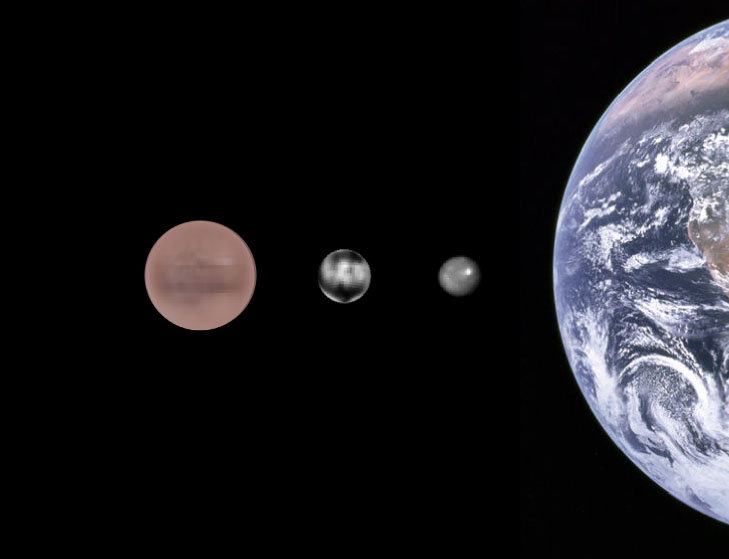
O rascunho de proposta da UAI acrescenta 3 planetas, mostrados aqui comparando com a Terra. De esquerda a direita, Eris, Caronte, Ceres e a Terra.

Uma redefinição do termo planeta em 2006 foi proposta pela União Astronômica Internacional para aclarar o status planetário de Plutão e incluir, no grupo de planetas do Sistema Solar, outros objetos além dos nove tradicionais. A proposta é denominada Resolutions 5A, 5B, 6A and 6B for GA-XXVI; membros da UAI votaram a proposta a 24 de agosto de 2006 em Praga.
Na sua forma original, a redefinição teve como consequência direta a classificação de outros três corpos como planetas. Estes seriam Ceres (tradicionalmente considerado como o maior dos asteroides, mas considerado como planeta à época da sua descoberta, 1801), Caronte (anteriormente considerada como um satélite natural, equivalente à Lua terrestre, de Plutão; agora ambos seriam considerados como um planeta duplo com a definição proposta), e o recentemente descoberto Eris (apelidado Xena pelo seu descobridor, em honra da personagem de ficção do mesmo nome). Outros 12 corpos poderiam ser classificados também como planetas, incluindo alguns dos asteroides e objetos transneptunianos maiores. Contudo, a abundância de objetos similares a Plutão nos limites do Sistema Solar poderia produzir uma lista maior de objetos que cumpram com esta definição à medida que sejam descobertos e discutidos.
A 22 de agosto, a redefinição original (que reconhecia doze planetas, incluindo Plutão) recebeu duras (provavelmente letais) críticas em dois encontros abertos da UAI. Jay Pasachoff, do Williams College, que assistiu a ambos os encontros, disse: "Acredito que o dia de hoje pode ser recordado como o 'dia que perdemos Plutão'”.

## 16 de agosto

### Rascunho de proposta

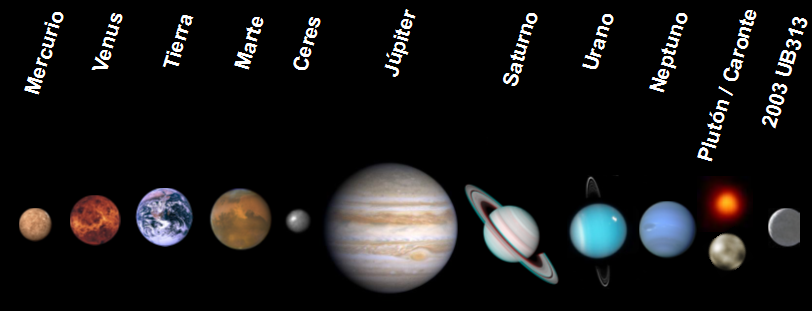
Diagrama que mostra os doze planetas do Sistema Solar, segundo o rascunho da proposta finalmente recusado.

A UAI publicou a sua proposta original de definição em agosto. Esta definição apoiava até certo ponto a segunda das três opções consideradas por um comitê da UAI em 2005. A sua formulação exata era a seguinte:
| “ | Um planeta é um corpo celeste que (a) tem suficiente massa (5 × 1020 kg; diâmetro > 800 km), para que a sua própria gravidade supere as forças de corpo rígido de modo que adquira uma forma (praticamente esférica) em equilíbrio hidrostático, e (b) está em órbita em redor de uma estrela, sem ser uma estrela, nem o satélite de um planeta. | ” |

Esta proposta da UAI implicava que três novos corpos celestes fossem incluídos:
- Ceres (considerado em segundo lugar um planeta, depois um asteroide);
- Caronte (o satélite de Plutão; o sistema seria considerado um planeta duplo);
- Eris, um corpo descoberto recentemente na parte exterior do Sistema Solar.

Outra dúzia de objetos eram possíveis candidatos a unir-se à lista, à falta de refinar o conhecimento disponível sobre as suas propriedades físicas. Alguns objetos da segunda lista tinham mais probabilidade de acabarem sendo "planetas". Apesar do que fora afirmado em alguns mídia, esta proposta não limitava automaticamente o Sistema Solar a 12 planetas. Mike Brown, o descobridor de Sedna e Eris (2003 UB313), afirmou que pelo menos 53 objetos conhecidos do Sistema Solar cumpririam provavelmente com essa definição, e que uma procura completa revelaria provavelmente mais de 200.

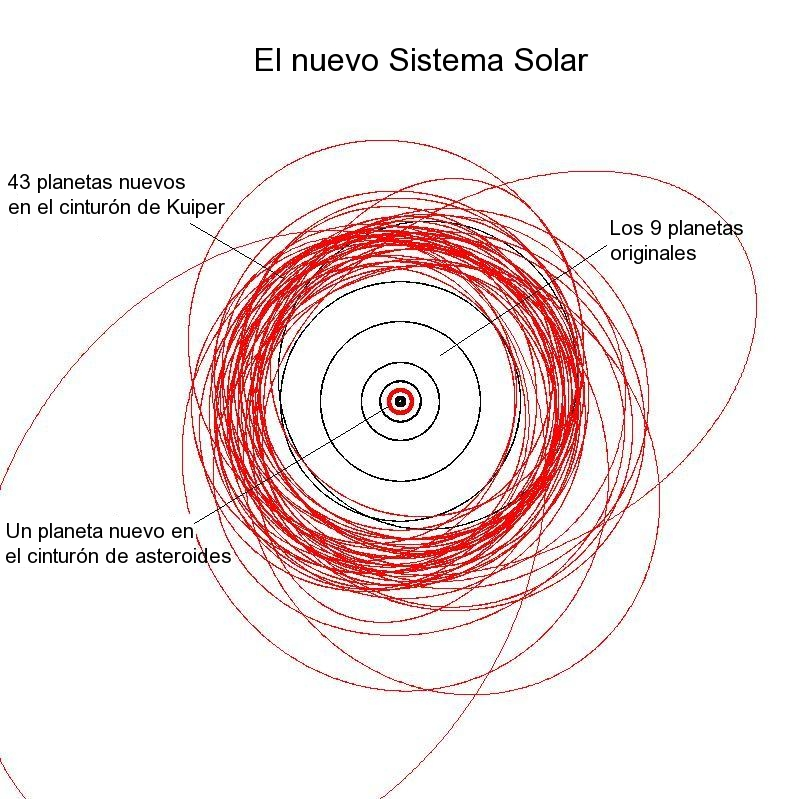
Como poderia ficar o Sistema Solar se fosse concedido status de planeta a todos os planetas potenciais que se estão observando atualmente, segundo Mike Brown.

Um par de objetos ter-se-iam considerado planetas duplos se satisfaziam independentemente a definição de planeta, e o centro de massas comum do sistema (conhecido como baricentro) ficasse fora de ambos os corpos. Plutão e Caronte seriam o único planeta duplo conhecido no Sistema Solar. Havia outros satélites planetários (como a Lua da Terra) que podem estar em equilíbrio hidrostático, mas não se teriam definido como planeta duplo porque o seu baricentro está dentro do corpo celeste mais massivo (ou seja, a Terra).
O termo "planeta menor" teria-se abandonado, substituindo-o pelas categorias "Corpo menor do Sistema Solar" e uma nova classificação, plutão. A primeira teria definido os corpos por baixo do limiar de esfericidade. A última teria definido os planetas com órbitas muito inclinadas e com alta excentricidade e um período orbital de mais de 200 anos, ou seja, os que orbitam para além de Neptuno. Plutão seria o plutão arquetípico. O termo "planeta anão", que se teria podido usar para descrever a todos os planetas menores que os oito "planetas clássicos" em órbita em redor do Sol, não é uma classificação oficial da UAI. A UAI não recomendou este rascunho que diferencia um planeta duma anã marrão. A decisão final sobre se aceitar este rascunho era prevista em 24 de agosto de 2006.
Essa redefinição do termo "planeta" também poderia ter produzido mudanças na classificação dos objetos transneptunianos Haumea, Makemake, Sedna, Orco, Quaoar, Varuna, 2002 TX300, Íxion, Aya, e os asteroides Vesta, Palas e Higia.
A 18 de agosto, a Divisão de Ciências Planetárias da Sociedade Astronómica Americana, a maior sociedade profissional internacional de cientistas planetários, apoiou o rascunho de proposta.
De acordo com a UAI, o fator de redondeza implicaria o requisito de uma massa maior ou igual a 5 x 1020 kg, ou um diâmetro de pelo menos 800 km. Contudo, Mike Brown afirma que estes números são corretos apenas para corpos rochosos como os asteroides, e que os corpos gelados, como os objetos da Cintura de Kuiper, atingem o equilíbrio hidrostático com tamanhos muito inferiores, entre 200 km e 400 km de diâmetro.

### Vantagens
A definição proposta encontrou apoio entre muitos astrônomos, pela presença de um fator qualitativo (a redondeza do objeto) como característica definitória de um planeta. A maioria das definições potenciais remanescentes dependem de uma quantidade limite (por exemplo, um tamanho mínimo ou uma inclinação orbital máxima) que seria estabelecida para adaptá-lo ao nosso sistema solar. Segundo os membros do comitê da UAI, esta definição não usaria limites artificiais, mas a "natureza" decidiria se um objeto é ou não um planeta.
Também tinha a vantagem de considerar uma qualidade observável. Com outros critérios sugestionados que tenham a ver com a natureza da formação seria mais provável que fossem aceites planetas que depois fossem desclassificados ao melhorar o conhecimento científico.
Adicionalmente, a definição mantinha Plutão como planeta. O status planetário de Plutão estava e está arraigado em muitas pessoas, e os astrônomos profissionais poderiam ganhar a antipatia do público, após o alboroto que ocorreu a última vez que os mídia expuseram a possibilidade de uma publicação.

### Críticas
Houve críticas à redefinição proposta, aludindo a uma suposta ambiguidade. O astrônomo Phil Plait e o escritor do NCSE Nick Matzke acreditavam que esta redefinição não era boa ideia. A redefinição definia que um planeta orbita em redor de uma estrela. Isto significava que qualquer planeta que fosse ejetado do seu sistema estelar ou formado fora de um sistema solar (um planeta errante ou um planeta interestelar) não poderia ser denominado planeta, embora cumprisse com todas as outras definições. Contudo, este critério foi defendido com base em que já existe uma situação similar com os objetos denominados com o termo "lua", que deixam de ser luas quando são ejetados da sua órbita planetária.
Adicionalmente, a redefinição não diferenciava entre planetas e estrelas anãs marrões. Acreditava-se que a UAI tentaria aclarar esta diferença numa data posterior.
Também houve críticas concernentes à definição de planeta duplo aplicada a Plutão e Caronte: embora a Lua ficava definida como satélite da Terra, com o tempo o baricentro Terra-Lua deslocar-se-á e colocar-se-á fora de ambos os corpos. Isto promoveria a Lua para planeta, de acordo com esta redefinição. Contudo, o tempo necessário para que ocorra isto seria de milhares de milhões de anos.
Outra crítica era que a proposta implicava planetas muito novos: embora por enquanto apenas sejam conhecidos cerca de doze objetos que cumprem com a nova definição, é quase seguro que este número aumentaria, e poderia atingir 200 ou mais. Percebia-se que um número tão grande de planetas fazia que o termo tivesse pouco senso.
A 18 de agosto, numa entrevista do programa Science Friday, Mike Brown expressou as suas dúvidas a respeito de ser necessária uma definição científica:
| “ | "A analogia que sempre gosto de usar é a palavra "continente". Já sabes, a palavra continente não tem definição científica... são apenas definições culturais, e acredito que os geólogos são inteligentes deixando-o assim e não visando a redefinir as coisas para que a palavra continente tenha uma definição grande e estrita". | ” |

Como o próprio Mike indica, devia ter sido algo natural e intuitivo: "A nova definição corrige um erro científico de faz 76 anos". Apesar de as outras definições o favorecerem, pois passaria a ser o maior descobridor de planetas.

## 18 de agosto

### Proposta alternativa
Segundo Alam Boss, da Carnegie Institution of Washington, um subgrupo da UAI reuniu-se a 18 de agosto de 2006 e efetuou um voto fictício sobre o rascunho de proposta: apenas 18 estiveram em favor do rascunho de proposta, e de 50 estiveram contra. Os 50 opositores preferiam uma proposta alternativa preparada pelo astrônomo uruguaio Julio Ángel Fernández.
| “ | (1) Um planeta é um corpo celeste que (a) é, com diferença, o objeto maior da sua população local [1], (b) tem suficiente massa para que a sua própria gravidade supere as forças de corpo rígido e assuma uma forma em equilíbrio hidrostático (quase esférica) [2], (c) não produz energia por nenhum mecanismo de fusão nuclear [3]. (2) Segundo o ponto (1), os oito planetas clássicos descobertos antes de 1900, que se movimentam em órbitas quase circulares próximas ao plano da eclíptica, são os únicos planetas do nosso Sistema Solar. Todos os demais objetos em órbita em redor do Sol são menores do que Mercúrio. Reconhecemos que há objetos que cumprem os critérios (b) e (c) mas não o critério (a). Esses objetos são definidos como planetas "anões". Ceres, bem como Plutão e outros objetos transneptunianos grandes, pertencem a esta categoria. Em contraste com os planetas, estes objetos costumam ter órbitas muito inclinadas ou alta excentricidade. (3) Todos os demais objetos naturais que orbitam ao redor do Sol e não cumprem nenhum dos critérios anteriores devem ser denominados coletivamente "corpos pequenos do sistema solar". [4] Definições e esclarecimentos: [1] A população local é o conjunto de objetos que se cruzam ou se aproximam da órbita do corpo em consideração. [2] Isso geralmente se aplica a objetos com tamanhos acima de várias centenas de quilômetros, dependendo da resistência do material. [3] Este critério permite a distinção entre planetas gigantes gasosos e anãs marrons ou estrelas. [4] Esta classe atualmente inclui a maioria dos asteróides do sistema solar, objetos próximos à Terra (NEOs), asteróides de Marte, Júpiter e Netuno-Trojan, a maioria dos centauros, a maioria dos objetos transnetunianos (TNOs) e cometas. | ” |

Sob esta proposta, o nosso sistema solar atual permaneceria sem mudanças, mas Plutão reclassificar-se-ia como planeta anão. Uma pergunta sem responder seria: qual é a definição científica ou matemática das difusas palavras "com diferença, o maior"?

## 22 de agosto

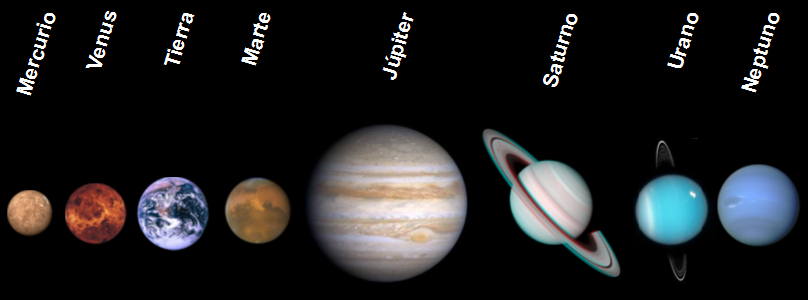
Os oito planetas clássicos

A 22 de agosto, a proposta foi reescrita com duas mudanças sobre o rascunho anterior.
O primeiro era uma generalização do nome da nova classe de planetas (o rascunho anterior optara explicitamente pelo termo "plutão"), pelo qual a decisão do novo nome seria posposta.
Muitos geólogos criticaram a escolha do nome para os planetas parecidos a Plutão. Os geólogos criticam o termo plutão, pois foi usado durante anos na comunidade geológica para representar uma forma de intrusão magmática. As formações plutônicas são blocos de rocha comuns, e acredita-se que a confusão seria inapropriada, pois a planetologia é um campo muito próximo.
A segunda mudança foi uma nova escritura da definição de planeta para o caso dos planetas duplos. Existia a preocupação de que, em casos extremos nos quais o componente secundário de um sistema duplo tivesse uma órbita muito excêntrica, poderia haver um deslocamento do baricentro para fora do corpo primário, produzindo uma mudança na classificação do corpo secundário de satélite para planeta, dependendo do ponto da órbita no qual estivesse situado. Por isto, foi reformulada a definição para considerar que existe planeta duplo se o baricentro fica fora de ambos os corpos durante a maior parte do tempo do período orbital do sistema.
Mais tarde, a 22 de agosto, foram efetuados dois encontros abertos que terminaram numa aparente virada da definição planetária básica. A posição do astrônomo Julio Ángel Fernández ganhou a votação do comitê, e afirmou-se que era pouco provável que perdesse em 24 de agosto. Esta posição daria como resultado oito planetas principais, classificando Plutão como "planeta anão" ou "planetoide". A discussão no primeiro encontro foi acalorada e animada, com os membros da UAI mostrando o seu desacordo com outros membros sobre temas como os méritos relativos da física estática e dinâmica. Numa indicativa votação, os membros recusaram as propostas sobre os objetos parecidos a Plutão e os sistemas de planeta duplo, e até mesmo houve divisão sobre a questão do equilíbrio hidrostático. Afirmava-se que o debate estava "ainda aberto", e esperava-se que a discussão prosseguisse em debates privados até a votação da Quinta-Feira.
No segundo encontro da tarde, após negociações "segredas", começou a surgir um compromisso depois que o Comitê Executivo se posicionasse explicitamente para excluir a consideração dos planetas extrassolares e incluir na definição um critério relativo à dominação de um corpo sobre a sua vizinhança. O novo rascunho de definição (terceiro) proposto é:
| “ | A UAI... resolve que os planetas e outros corpos do Sistema Solar sejam definidos em três categorias diferentes do seguinte modo: (1) Um planeta [1] é um corpo celeste que (a) está em órbita em redor do Sol, (b) tem suficiente massa para que a sua própria gravidade supere as forças de corpo rígido de modo que adquira um equilíbrio hidrostático (forma praticamente esférica) [2], (c) limpou a vizinhança da sua órbita (2) Um planeta anão é um corpo celeste que (a) está em órbita em redor do Sol, (b) tem suficiente massa para que a sua própria gravidade supere as forças de corpo rígido de maneira que adquira um equilíbrio hidrostático (forma quase esférica) [2], (c) não limpou a vizinhança da sua órbita e (d) não é um satélite. (3) Todos os outros objetos [3] que orbitam ao Sol devem ser denominados coletivamente "Corpos Pequenos do Sistema Solar". [1] Os oito planetas são: Mercúrio, Vênus, Terra, Marte, Júpiter, Saturno, Urano e Neptuno. [2] Estabelecer-se-á um processo da UAI para atribuir os objetos que estejam nos limites na categoria de planeta anão ou outras. [3] Atualmente isto inclui a maioria dos asteroides do Sistema Solar, a maioria dos objetos transneptunianos e outros corpos pequenos. | ” |

A definição científica ou matemática exata de "vizinhança da órbita" de um objeto não foi detalhada. Esta não deve ser rigorosa em excesso, pois Júpiter compartilha órbita com os asteroides troianos e, evidentemente, qualquer um definição de planeta deve incluí-lo.

## Procedimento do 24 de agosto

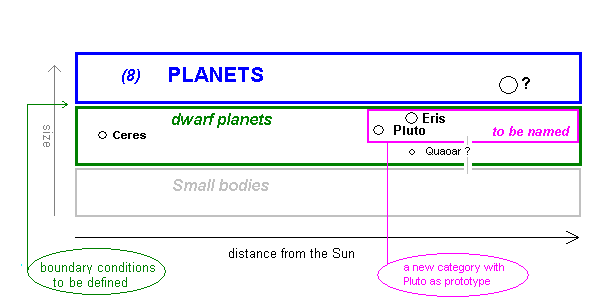
Esquema sobre definição de planeta, segundo o votado a 24 de agosto de 2006 (textos em inglês).

A votação sobre a definição aconteceu na UAI a 24 de agosto. Após uma volta às regras anteriores a 15 de agosto, pois uma definição planetária é uma questão científica, todos os membros da União assistentes à Assembleia teriam direito a voto. A 23 de agosto, o número de pessoas que registraram a sua assistência à Assembleia ascendia a 2409.
O Comitê Executivo da UAI decidiu duas vezes emendar a proposta original antes de oferecê-la à decisão da Assembleia. Apresentará quatro Resoluções à Assembleia, cada uma relativa a um aspecto diferente do debate sobre a definição:
- A Resolução 5A constitui a própria definição, exposta em cima.
- A Resolução 5B visava a emendar a definição inserindo a palavra clássico depois da palavra planeta no parágrafo (1) e a nota de rodapé [1].
- A Resolução 6A propõe uma declaração concernente a Plutão: "Plutão é um planeta anão pela definição anterior e é reconhecido como o protótipo para uma nova categoria de objetos transneptunianos".
- A Resolução 6B visava a inserir uma frase adicional no final desta declaração: "Esta categoria chamar-se-ia 'objetos plutonianos'".

O debate focou-se na Resolução 5B, e os méritos de aplicar ou não qualificadores a duas categorias separadas de "planeta". Em tal caso, todos os corpos descritos pelos parágrafos (1) e (2) seriam "planetas", embora de duas classes diferentes. Sem o qualificador "clássico", os "planetas anões" ficariam excluídos do status de "planeta".
A Resolução 6A leva em conta explicitamente do status de Plutão em particular, e da sua importância na definição de uma nova subclasse de corpos. Contudo, não nomeia esta subclasse, uma definição separada na Resolução 6B; o único nome proposto será "objetos plutonianos", um termo simples e literal, em contraste com o proposto anteriormente, "plutões".
Finalmente a União Astronômica Internacional, a 24 de agosto de 2006, decidiu por unanimidade, após longas discussões, adotar a Resolução 5A, adicionando também a Resolução 6A, que informa sobre o status de Plutão. Segundo se acrescenta em nota de rodapé, os planetas do Sistema Solar são Mercúrio, Vênus, Terra, Marte, Júpiter, Saturno, Urano e Neptuno.